# オリーヴ・ヒギンズ・プローティ
オリーヴ・ヒギンズ・プローティ（Olive Higgins Prouty、1882年1月10日 - 1974年3月24日）は、アメリカ合衆国の作家・詩人。1922年の『ステラ・ダラス』が代表作で、ほかに1941年にサイコセラピーについて書いた『行け航海者よ』が知られる。

## 略伝
教育者兼製造業者の父ミルトン・プリンス、母キャスリーン・ヒギンズの娘オリーヴ・ヒギンズとしてマサチューセッツ州ウースターに生まれ、1904年にスミス・カレッジを卒業し、1907年にルイス・プローティと結婚、1908年にラドクリフ大学大学院を修了。マサチューセッツ州ブルックリンに移った。共和党員でユニテリアン派。五人の子を産んだ。詩作の上ではシルヴィア・プラスと親しかった。「プラウティ」が正しいが日本ではプローティで通っている。
1938年、「ステラ・ダラス」の二度目の映画化にあわせて川村花菱が「愚かなる母」として劇に翻案し、2月に歌舞伎座で森律子らによって上演された。

## 映画化
- ステラ・ダラス(1925)　ヘンリー・キング監督、ベル・ベネット、ロナルド・コールマン
- ステラ・ダラス(1937)　キング・ヴィダー監督、バーバラ・スタンウィック、ジョン・ボールズ、アン・シャーリー
- ステラ（1990）ジョン・アーマン監督,ベット・ミドラー、トリニ・アルバラード、ジョン・グッドマン、スティーヴン・コリンズ

## 日本語訳

### ステラ・ダラス
- 『ステラ・ダラス/ラ・ボエーム』プラウテイ作 森岩雄訳,ミュルジェ作 森岩雄訳 改造社 1939 (世界大衆文学名作選集)
- 『世界大衆文学全集 第20巻　ステラ・ダラス』森岩雄訳 改造社 1928
- 『母の曲』オリーブ・プローティ作,森岩雄訳,小野木学絵 1967 講談社マスコット文庫
- 『母のいのり』山本藤枝編著,山中冬児絵 偕成社 1959 (世界少女名作全集)
- 『母の悲曲 ステラ・ダラス』ブローチー原作,大庭さち子著,高畠華宵絵 偕成社 1954 (世界名作文庫)
- 『母の曲』プローチ原作,村岡花子著,日向房子絵 講談社 1955 (世界名作全集)
- 『母の曲』プローティー作,宮内寒弥訳,辰巳まさえ絵 偕成社 1961 (少女世界文学全集)
- 『いとしのローレル』プローティ原作,内山登美子著 集英社 1976 (マーガレット文庫 世界の名作)
- 『ステラ』オリーブ・H.プローティ著,喜多元子訳 読売新聞社 1990

### その他
- 『白い子ジカ』ヒギンス・プローティ作,村岡花子訳,岡野謙二絵 1967 (講談社マスコット文庫)
- 『フェビアの初恋』ブローティ著,村岡花子訳 1968 新潮文庫